# White Christmas
A White Christmas Irving Berlin dala, melyet Bing Crosby énekelt fel eredetileg az Egész évben farsang című filmhez. A szerzemény elnyerte a legjobb eredeti filmzenének járó Oscar-díjat a 15. Oscar-gálán, emellett 11 hétig vezette a Billboard hivatalos slágerlistáját. 
Megjelenése óta számos énekes feldolgozta a dalt. Crosby verziója minden idők legnagyobb példányszámban elkelt kislemeze (a fizikai adathordozók eladását tekintve), több mint 50 millió elkelt hanghordozóval. Egyéb feldolgozásokat is beleszámítva a kislemezből több mint 100 millió példány kelt el.

## Eredeti szöveg
A dal nyitó sorait gyakran elfelejtik a felvételeken. Ugyanakkor több verzión is előbukkanak az alábbi sorok:

„The sun is shining, the grass is green,
The orange and palm trees sway.
There's never been such a day
in Beverly Hills, L.A.
But it's December the twenty-fourth,—

And I am longing to be up North—”

## Előadták
(többek között)
- Gordon Jenkins (1942)
- Frank Sinatra (1944)
- The Ravens (1949)
- Mantovani (1952)
- Andy Williams (1963)
- Otis Redding
- Michael Bolton (1992)
- Meghan Trainor (2020)

## Külső hivatkozások
- Kongresszusi Könyvtár esszéje Crosby eredeti verziójáról